# Convención Liberal Democrática
La Convención Liberal Democrática (CLD) es un partido político ecuatoguineano.

## Historia
El partido inició su actividad política a comienzos de los años 90 tras la introducción del pluripartidismo en Guinea Ecuatorial, siendo su presidente fundador Alfonso Nsue Mokuy. Legalizado en mayo de 1992, fue la primera formación política opositora al régimen de Teodoro Obiang Nguema en realizar actos públicos.
Previo a las elecciones legislativas de 1993, la CLD sufrió una escisión liderada por su Vicepresidente Santos Pascual Bikomo Nanguande, la cual formó el Partido Liberal (PL). En los comicios, la CLD obtuvo un 2,5% sin ganar ningún escaño parlamentario. 
Nacido como un partido claramente opositor, algunos de sus militantes sufrieron represalias por parte de las autoridades, las cuales incluso bloquearon la celebración de un congreso de la formación en 1994. La CLD también formó parte de la Plataforma de Oposición Conjunta (POC), una alianza de varios partidos políticos opositores al régimen de Obiang.
No obstante, en las elecciones presidenciales de 1996 la CLD respaldó la candidatura de Obiang. A partir de entonces, la formación dejó atrás su labor opositora y comenzó a mostrar una postura favorable hacia el gobierno. A partir de los años 2000, miembros de la CLD asumieron varios cargos gubernamentales y el partido se presentó junto a otras formaciones opositoras en coalición con el gubernamental Partido Democrático de Guinea Ecuatorial (PDGE) para las elecciones legislativas celebradas hasta la actualidad.
El líder de la CLD Alfonso Nsue Mokuy se ha desempeñado como Secretario de Estado de Información,  ministro delegado de Información y Turismo y desde 2012 como Viceprimer Ministro Segundo encargado de Derechos Humanos.